# Dom von Oulu

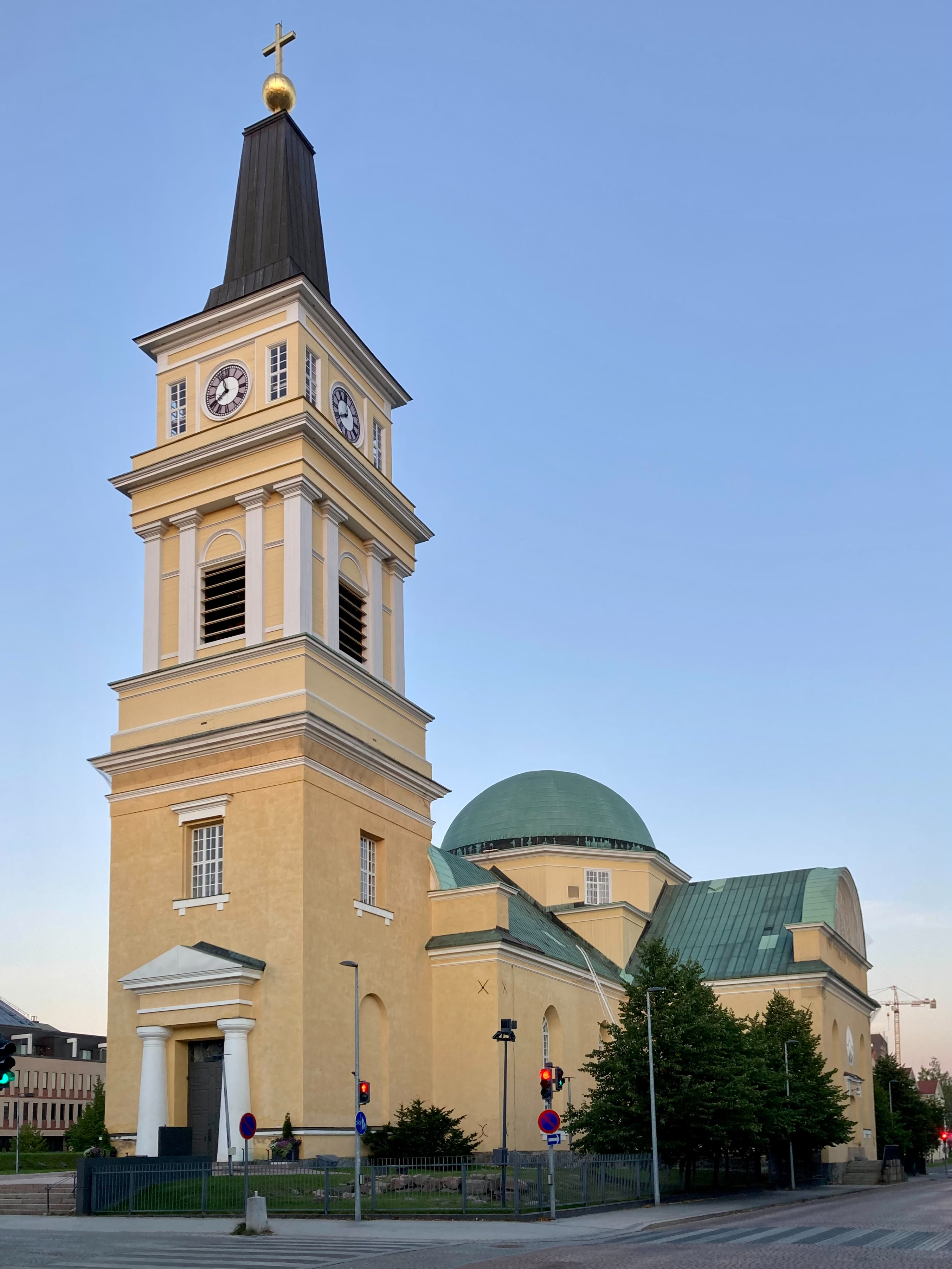
Der Dom von Oulu

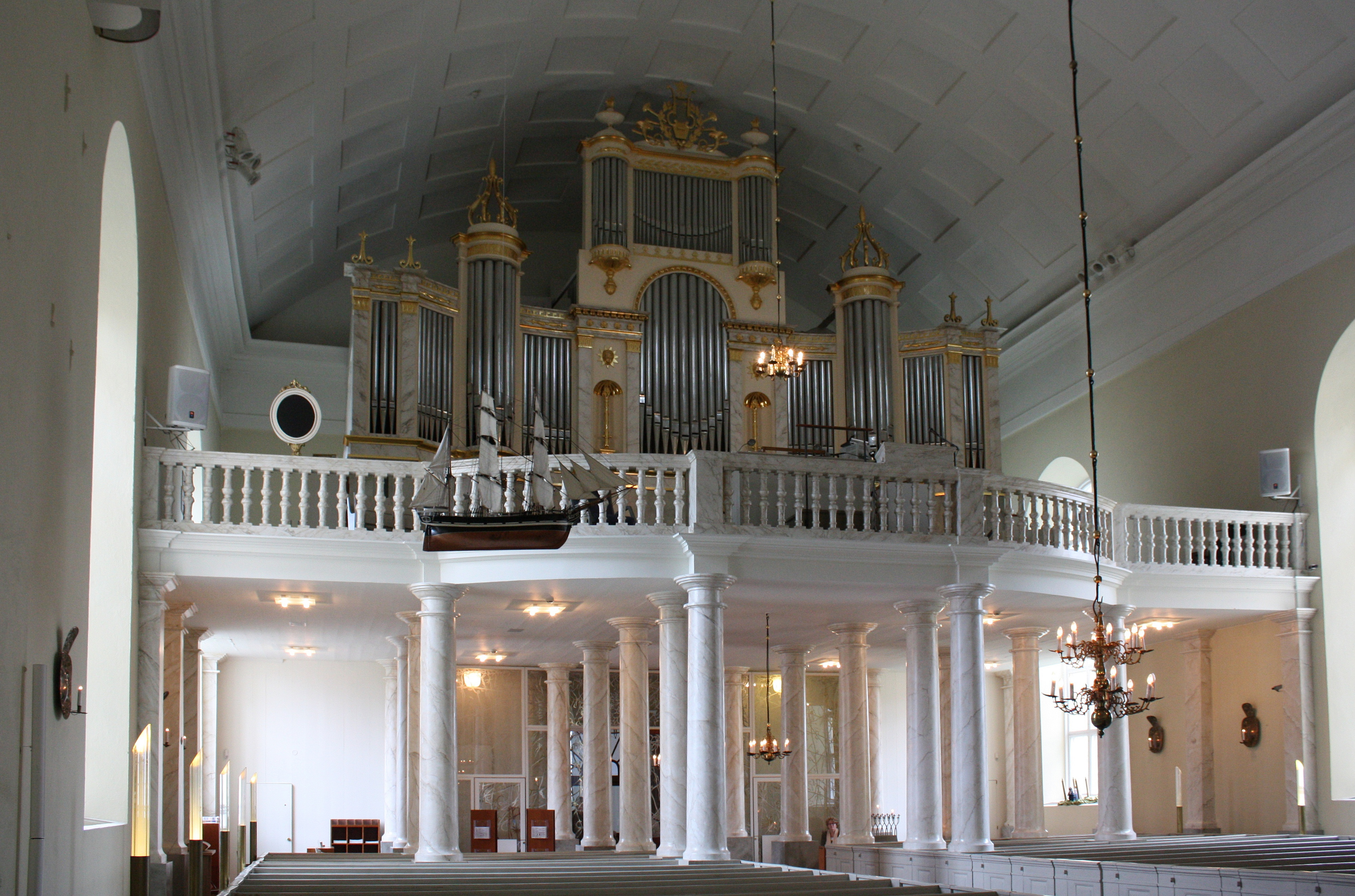
Orgel

Der Dom von Oulu (finnisch: Oulun tuomiokirkko) ist ein lutherischer Dom in der finnischen Stadt Oulu.

## Geschichte
Die Domkirche wurde im Jahr 1777 als Pfarrkirche erbaut und erhielt den Namen Sofia Magdalena nach Sophie Magdalene von Dänemark, der Frau des schwedischen Königs Gustav III.
Beim Stadtbrand von 1822 brannte auch die Kirche nieder. Sie wurde im Jahr 1832 nach Entwürfen des deutsch-finnischen Architekten Carl Ludwig Engel unter Verwendung der beim Brand verschont gebliebenen Mauer wiedererbaut. Der 56,5 Meter hohe Glockenturm wurde beim Wiederbau hinzugebaut.
Den Domkirchenstatus erhielt der Ouluer Dom im Jahr 1900 bei der Verlegung des Bischofssitzes von Kuopio nach Oulu.

## Ausstattung
Im Inneren der Kirche befindet sich heute das älteste Ölgemälde Finnlands.
Die Hauptorgel wurde 1939 von Kangasalan Urkutehdas mit 61 Registern erbaut. Sie ersetzte ein 1841 gebautes Instrument von Gustav Andersson. 2014 erfolgte eine Überholung. Außerdem existiert eine Chororgel von Urkurakentamo Virtanen und eine Kleinorgel in der Krypta von Jehmlich.